# Дисеребропрометий
Дисеребропрометий — бинарное неорганическое соединение
прометия и серебра
с формулой Ag2Pm,
кристаллы.

## Получение
- Сплавление стехиометрических количеств чистых веществ:

{\displaystyle {\mathsf {Pm+2Ag\ {\xrightarrow {810^{o}C}}\ Ag_{2}Pm}}}

## Физические свойства
Дисеребропрометий образует кристаллы
ромбической сингонии, пространственная группа I mma, параметры ячейки a = 0,470 нм, b = 0,693 нм, c = 0,816 нм, Z = 4,
структура типа димедьцерия CeCu2
.
При температуре 650°C в соединении происходит фазовый переход.
Соединение образуется по перитектической реакции при температуре 810°C.